# Liste der Monuments historiques in Sainte-Hélène (Gironde)
Die Liste der Monuments historiques in Sainte-Hélène (Gironde) führt die Monuments historiques in der französischen Gemeinde Sainte-Hélène auf.

## Liste der Objekte
| Bezeichnung                   | Beschreibung            | Standort                        | Kennzeichnung | Schutzstatus | Datum | Bild |
| ----------------------------- | ----------------------- | ------------------------------- | ------------- | ------------ | ----- | ---- |
| Grabplatte                    | Stein, antik            | in der Kirche Ste-Héléne (Lage) | PM33000710    | Classé       | 1911  |      |
| Glocke                        | Bronze, 1769 gegossen   | in der Kirche Ste-Héléne (Lage) | PM33000711    | Classé       | 1942  |      |
| Skulptur der heiligen Helena  | Stein, 15. Jahrhundert  | in der Kirche Ste-Héléne (Lage) | PM33000713    | Classé       | 1975  |      |
| Prozessionskreuz              | Kupfer, 16. Jahrhundert | in der Kirche Ste-Héléne (Lage) | PM33000709    | Classé       | 1903  |      |
| Skulptur des heiligen Jakobus | Holz, 17. Jahrhundert   | in der Kirche Ste-Héléne (Lage) | PM33000712    | Classé       | 1965  |      |